# 6.5 mm Grendel
El 6,5 mm Grendel es un cartucho intermedio diseñado conjuntamente por el armero británico-estadounidense Bill Alexander, el tirador competitivo Arne Brennan (de Houston, Texas ) y el ingeniero balístico de Lapua Janne Pohjoispää, como una opción para rifle de alta precisión y de bajo retroceso, específicamente para la plataforma del AR- 15 a medio/largo alcance (200–800 yardas). Es una variación mejorada del 6.5mm PPC.
El cartucho se presentó por primera vez en mayo de 2003 en las instalaciones de entrenamiento de Blackwater en Carolina del Norte, con cargas supersónicas a 1,200 yardas (1,100 m) superando al 7,62 mm OTAN con solo la mitad del retroceso. Desde su introducción, ha demostrado ser un cartucho versátil y ahora se está expandiendo a otras plataformas de diseño de armas de fuego, incluidos los rifles de cerrojo y el sistema Kalashnikov.
El nombre "Grendel" está inspirado en el mítico monstruo antagonista del poema épico en inglés antiguo Beowulf. Era una marca registrada propiedad de Alexander Arms (la compañía de Bill Alexander en Radford, Virginia ) y fabricada en Radford Arsenal,  hasta su lanzamiento legal en 2010 para la estandarización de SAAMI con la colaboración de Hornady.

## Historia y Desarrollo
El objetivo del diseño del 6.5 Grendel fue desarrollar un cartucho de longitud de cargador STANAG eficaz para la plataforma del AR-15 que pudiese alcanzar 200–800 yardas (180–730 m) y superar el rendimiento del .223 Remington 5,56mm OTAN . Limitados por la dimensión de los cargadores STANAG, los diseñadores de Grendel decidieron utilizar un casquillo más corto y de mayor diámetro para obtener un mayor volumen de pólvora y, al mismo tiempo, dejar espacio para las balas largas, aerodinámicas y de alto coeficiente balístico de 6,5 mm (.264 pulgadas) .
El diámetro de la cabeza del casquillo del Grendel es el mismo que el de las cajas PPC de 5,6 × 39 mm (.220 ruso), 7,62 × 39 mm y 6,5 mm. Este diámetro es mayor que el del OTAN de 5,56 × 45 mm, por lo que es necesario el uso de un perno AR-15 no estándar. El mayor diámetro de la caja da como resultado una pequeña reducción en la capacidad de munición del cargador. Un cargador Grendel de 6,5 mm con las mismas dimensiones que un cargador STANAG de 30 balas tendrá capacidad para 26 balas de munición Grendel.

## Actuación

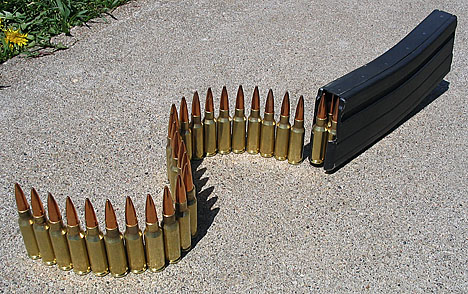
Revista Grendel de 26 rondas de C-Products

Sus defensores afirman que el Grendel es un buen "intermedio" entre el 5,56 × 45 mm OTAN y el 7,62 × 51 mm OTAN, retienendo una mayor energía terminal a distancias ampliadas que cualquiera de estos cartuchos debido a su mayor coeficiente balístico (BC). Por ejemplo, el proyectil de 123 granos (8,0 g) tiene más energía cinética y mejor penetración del blindaje corporal a 1,000 metros (1.100 yd) que el 147 granos más grande y pesado bala del cartucho OTAN M80 de 7,62 mm.

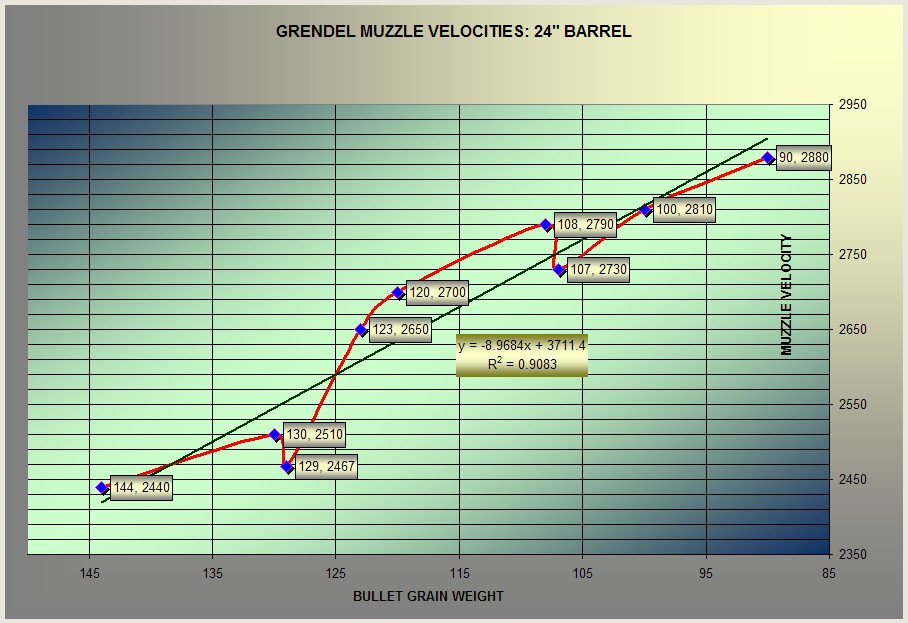
Cambio de velocidad de salida con peso de bala